# カネム・ボルヌ帝国

カネム・ボルヌ帝国
Royaume du Kanem-Bornou (フランス語)

最盛期のカネム・ボルヌ帝国の版図

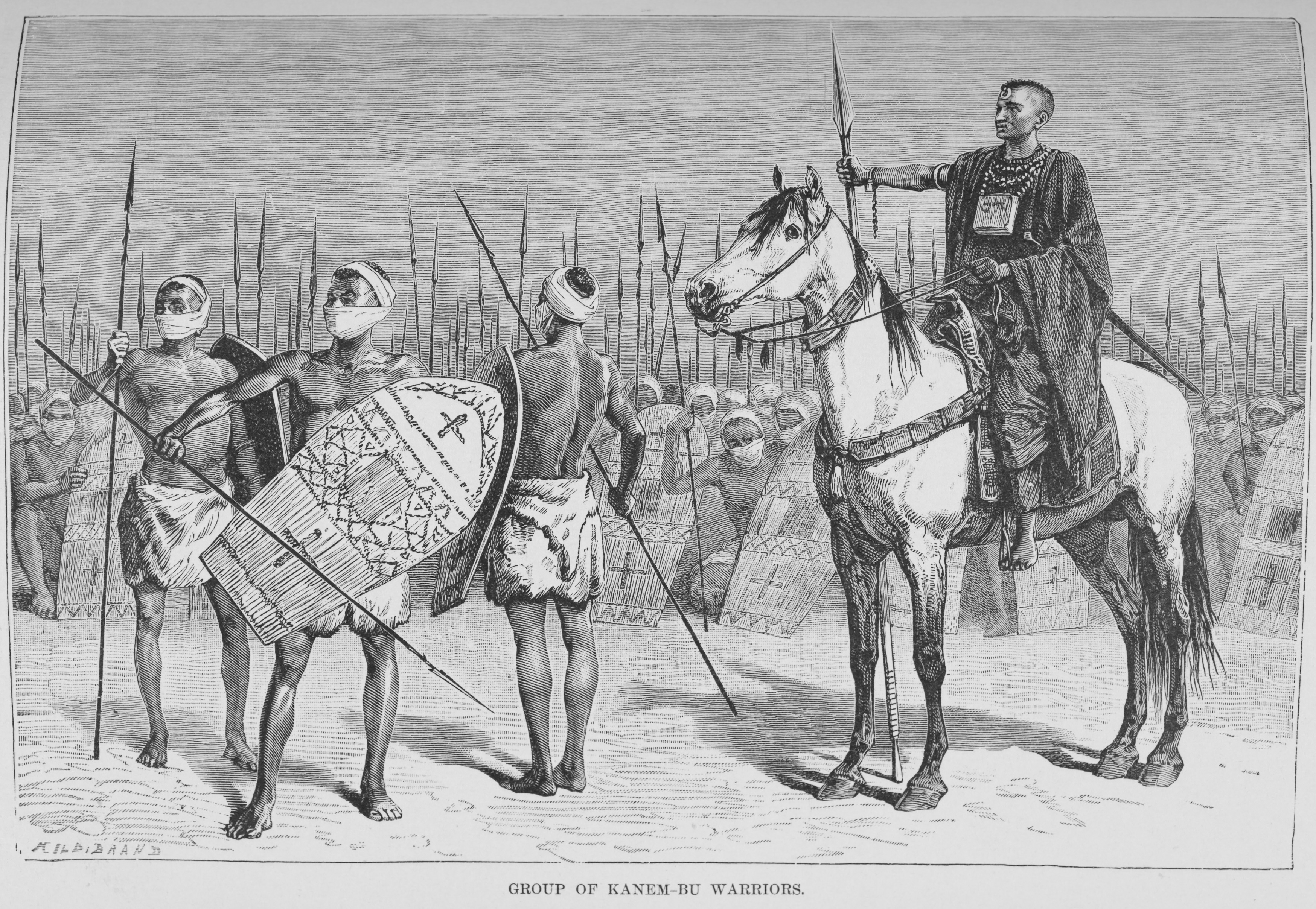
カネム・ボルヌ帝国の軍隊

カネム＝ボルヌ帝国（カネム・ボルヌていこく、フランス語: Royaume du Kanem-Bornou）は、アフリカ内陸部スーダン地域の中央で700年頃から1376年に後のチャド及びリビア南部一帯を支配したカネム帝国及び1396年から1893年に後のニジェール東部一帯を支配したボルヌ帝国を併せて呼ぶ場合の呼称。

## 歴史

### カネム帝国
カネム帝国は、テダ語及びダザガ語を話すトゥーブゥー系が移民したザガワ語を話すザガワ人が起源であり、彼らは乾燥と圧迫を逃れサブサハラと中東の交易路に面したチャド湖北東部へたどり着いた。彼らの年代記『ディワン』ではドゥグワと書かれたザガワ人がそこに着いた時には、防壁に守られた洗練されつつも分散した都市国家（en:Sao civilisation）を形成したサオ族（Sao）と呼ばれる先住民が既にいた。ザガワ人は、彼らの習慣の多くを採り入れ、度々交戦しつつ最終的に16世紀後半までにサオ族を支配した。
カネム帝国はトリポリとのサハラ交易の交易路の南端に当たり、ザガワ人は記録上の初代王（マイ）セフ（Sef）として知られるサイフの下で遊牧民の生活を捨て、西暦700年頃に首都ンジミを建設した。ドゥグワの王たちは神聖な王として扱われ、マグミとして知られる権威を形成した。王朝の交替に拘らず、マグミとマイの称号は以後1,000年間以上用いられるようになった。

### セフワ朝
セフワ朝はチャド湖周辺の首長国の連合から成立した。王朝は、イエメン人の英雄という伝承のあるセイフ＝ビン＝ディ＝ヤザンの系譜をひく人物を名乗るフマイ（Hummay, 1075年頃 - 1086年頃）によって建国された。そのため、セイフ＝ビン＝ディ＝ヤザンにちなんで王朝の名をセフワ朝とした。実は、ベルベル人の改宗者が王朝をひらくときは、しばしば、イエメンの血統を名乗ったこと、アル・イドリーシーの記録からもフマイの実際の血筋はベルベル人であった可能性が濃厚である。
カヌリ族が1100年代からカネム帝国の領域に移住し、13世紀には周辺領域を征服するようになっていた。ドゥナマ・ダッバレミの時代(1221年 - 1259年)に、彼はカヌリ王で最初のムスリムへの改宗者となり、ジハードを宣言し周囲の民族を支配し征服による拡張期をつくった。この時期にハウサ諸王国が形成され始めた。

### ボルヌ帝国
その後、近隣勢力の圧迫により、1376年チャド湖西南岸のボルヌ地方に遷都。16世紀、イドリス・アローマの即位とともに最盛期を迎え、カネム地方を回復。サハラ中央部の覇者となった。
ウスマン・ダン・フォディオ率いるフラニ人勢力によるフラニ戦争（1804年 – 1808年）で、支配下のハウサ諸王国が攻められたことによってカネム・ボルヌ帝国の勢力が衰退し、代わってソコト帝国が台頭した。
1893年にスーダンから進入したラビーフ・アッ＝ズバイルに攻められ、ボルヌ帝国は滅亡した。1900年、チャド湖南東のバギルミ王国（現シャリ＝バギルミ州）とフランス軍の連合軍がクッスリの戦いでラビーフ・アッ＝ズバイルを破った。

## 経済・社会
カネム・ボルヌ帝国の主要交易品は奴隷と象牙であり、なかでも奴隷は帝国の南および東に存在するワダイ王国やコトコ王国、バギルミ王国といった属国からの貢納や、ロゴーヌ川中流域の小国家群への奴隷狩りによって入手していた。